# Starman (1984)
Starman (ook bekend onder de titel "John Carpenter's Starman") is een Amerikaanse sciencefictionfilm en dateert uit 1984 onder regie van John Carpenter.

## Verhaal
De Voyager II ruimtesonde wordt onderschept door een buitenaards ras. Zij ontcijferen de boodschap aan boord van de Voyager die hen uitnodigt de Aarde te bezoeken. De buitenaardsen nemen de boodschap letterlijk en sturen een vertegenwoordiger naar de Aarde in een ruimteveer. Boven de Amerikaanse staat Wisconsin wordt het ruimteveer door het leger aangezien voor een vliegende schotel en neergeschoten. Het ruimteveer stort neer in de buurt van het huis van weduwe Jenny Hayden (Karen Allen). Het buitenaardse wezen weet zich te bevrijden uit het wrak en begeeft zich naar het huis. Daar vindt het een plukje haar van de overleden man van Jenny. Op basis van de genetische structuur van het haar creëert het wezen een menselijk lichaam voor zichzelf.
Jenny ontdekt het ruimtewezen. Ze is erg overstuur als ze haar overleden man Scott herkent in het wezen (Jeff Bridges). De Starman gijzelt Jenny; zij moet hem meenemen naar een rendez-vous met zijn moederschip in de staat Arizona, drie dagen later. Samen gaan ze op reis.
Intussen heeft de regering lucht gekregen van het neergestorte ruimteschip en zet SETI-onderzoeker Mark Shermin (Charles Martin Smith) op het spoor van het buitenaardse wezen.
Tijdens de reis naar Arizona ontdooit Jenny langzaam voor de Starman, die zijn best doet om menselijke gevoelens en karaktereigenschappen te begrijpen. Gaandeweg neemt het ruimtewezen zelf menselijke trekjes aan. Jenny's ontluikende begrip voor Starman ontwikkelt zich langzaam tot liefde.

## Rolverdeling
| Acteur               | Personage              |
| -------------------- | ---------------------- |
| Jeff Bridges         | Starman / Scott Hayden |
| Karen Allen          | Jenny Hayden           |
| Charles Martin Smith | Mark Shermin           |
| Richard Jaeckel      | George Fox             |
| Robert Phalen        | Majoor Bell            |
| Tony Edwards         | Sergeant Lemon         |
| John Walter Davis    | Brad Heinmuller        |
| Ted White            | Hertenjager            |
| Dirk Blocker         | Agent #1               |
| M.C. Gainey          | Agent #2               |
| Sean Stanek          | Chauffeur Hot Rod      |
| George 'Buck' Flower | Kok                    |
| Russ Benning         | Wetenschapper          |
| Ralph Cosham         | Marine-luitenant       |
| David Wells          | Fox's assistent        |
| Anthony Grumbach     | NSA-officier           |
| James Deeth          | S-61 piloot            |
| Alex Daniels         | Benzinepompbediende    |
| Carol Rosenthal      | Vrouw bij benzinepomp  |
| Mickey Jones         | Vrachtwagenchauffeur   |
| Lu Leonard           | Roadhouse serveerster  |
| Charlie Hughes       | Buschauffeur           |
| Byron Walls          | Politiesergeant        |
| Betty Bunch          | Truck Stop serveerster |
| Victor McLemore      | Wegblokkade Lt         |
| Steven Brennan       | Wegblokkade sergeant   |
| Pat Lee              | Bracero vrouw          |
| Judith Kim           | Meisje Barker          |
| Ron Colby            | Kellner                |
| Robert Stein         | Staatssoldaat          |
| Kenny Call           | Donnie Bob             |
| Jeff Ramsey          | Jager #1               |
| Jerry Gatlin         | Jager #2               |
| David Daniell        | Letterman              |
| Randy Tutton         | 2e Letterman           |
| John Carpenter       | Helikopterpiloot       |

## Achtergrond
- John Carpenter is vooral bekend van horrorfilms als Halloween, The Fog en Escape from New York. De film Starman met zijn lichte verteltrant was een stijlbreuk voor Carpenter, maar ondanks het feit dat het geen kassucces was kreeg de film toch goede kritieken.
- De film is niet echt een SF film, maar meer een roadmovie en een romantische komedie in een. Dit ondanks het wat sentimentele einde.